# 人民党 (泰国1927年)
人民党是泰国历史上的一个政党，成立于1927年。1930年代初—1950年代末，在泰国政坛上扮演主要角色。人民党不是严格意义上的现代政党，既不具有严密的组织体系，也不存在统一的施政纲领，内部分为文官集团与军人集团。該黨所有成員均已去世，最後一名成員於2009年6月24日去世，終年98歲。

## 成员
人民党成员包括军官和文官。格赞·都拉叻是人民党最后一名党员，于2009年6月24日去世，享年98岁。

### 军官派

#### 陆军派

(左至右）：披耶·颂苏拉德、披耶帕凤·丰派育哈色纳、披耶·里贴卡内和拍·帕沙披他耶育，人民党“四虎”

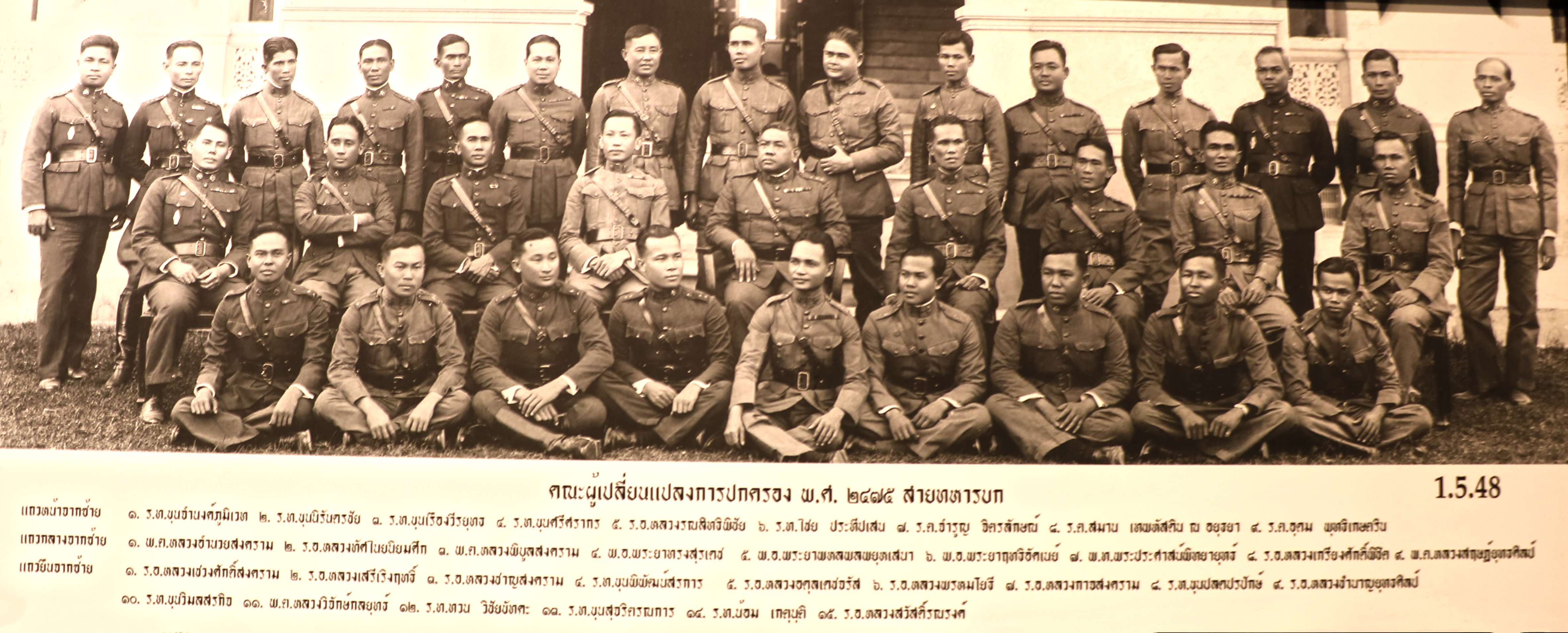
人民党陆军派

1. 披耶帕凤·丰派育哈色纳上校（朴·帕凤裕庭），军官派首脑
2. 披耶·颂苏拉德（英语：Phraya Songsuradet）（贴·攀吞森）
3. 披耶·里贴卡内（沙拉·埃玛西里）
4. 拍·帕沙披他耶育（旺·楚廷）
5. 銮披汶·颂堪少校（贝·基达桑卡）
6. 銮·参南育他信上尉（崔·拉耶南）
7. 銮·甲颂堪上尉（天·根拉东英）
8. 銮·江萨披奇上尉（宽·七达坤）
9. 銮·参颂堪上尉（攀·差利参）
10. 銮·差永萨颂堪上尉（川·宽彻）
11. 銮·他沙奈尼永绥上尉（他沙奈·米达帕迪）
12. 銮·蓬裕提上尉（芒功·蓬七温）
13. 銮·龙那西提披猜上尉（赤·甘差那平图）
14. 銮·沙瓦龙那龙上尉（沙瓦·达拉沙瓦）
15. 銮·社立龙立上尉（差伦·拉达那恭）
16. 銮·阿敦德差拉上尉（巴·蓬帕坤）
17. 坤·素差里龙那甘中尉（蓬·那卡努）
18. 坤·占侬蓬米韦中尉（占侬·西瓦佩）
19. 坤·尼兰东猜中尉（沙韦·尼兰猜）
20. 坤·披帕索拉甘中尉（滕·帕他那西里）
21. 坤·博博拉巴中尉（博·帕努沙瓦）
22. 坤·龙威拉育中尉（汶龙·威拉洪）
23. 坤·威蒙索拉吉中尉（威蒙·根连）
24. 坤·西沙拉功中尉（差洛·西他那功）
25. 猜·巴蒂巴盛中尉
26. 团·威猜卡他卡中尉
27. 农·革杜努迪中尉
28. 差伦·七达叻少尉
29. 沙曼·贴帕沙丁·纳阿瑜陀耶少尉
30. 乌敦·普提甲社达林少尉
31. 銮·威差功拉育少校（先·素信）